# Alicia Barnett
Alicia Barnett (18 oktober 1993) is een tennisspeelster uit het Verenigd Koninkrijk. Barnett begon met tennis toen zij zeven jaar oud was. Haar favoriete ondergrond is gras. Zij speelt rechtshandig en heeft een tweehandige backhand. Zij is actief in het internationale tennis sinds 2011.

## Loopbaan

### Enkelspel
Barnett debuteerde in 2011 op het ITF-toernooi van Wrexham (VK). Zij stond in 2017 voor het eerst in een finale, op het ITF-toernooi van Cantanhede (Portugal) – zij verloor van de Ierse Sinéad Lohan.

### Dubbelspel
Barnett behaalde in het dubbelspel betere resultaten dan in het enkelspel. Zij debuteerde in 2011 op het ITF-toernooi van Sunderland (VK), samen met landgenote Eden Silva. Zij stond in 2016 voor het eerst in een finale, op het ITF-toernooi van Shrewsbury (Engeland), samen met landgenote Lauren McMinn – zij verloren van het Britse duo Sarah Beth Grey en Olivia Nicholls. In 2017 veroverde Barnett haar eerste titel, op het ITF-toernooi van Madrid (Spanje), samen met landgenote Olivia Nicholls, door het Spaanse duo Marina Bassols Ribera en Júlia Payola te verslaan. Tot op heden(december 2022) won zij veertien ITF-titels, de meest recente in augustus 2022 in Grodzisk Mazowiecki (Polen).
In maart 2022 speelde Barnett voor het eerst op een WTA-hoofdtoernooi, op het toernooi van Lyon, samen met landgenote Olivia Nicholls – zij bereikten er meteen de finale, die zij verloren van het koppel Laura Siegemund en Vera Zvonarjova. In juni trad zij toe tot de top 100 van de wereldranglijst. Aansluitend had zij haar grandslamdebuut, op Wimbledon – samen met Nicholls had zij een wildcard gekregen; zij wonnen er hun openingspartij. In augustus won Barnett haar eerste WTA-titel op het toernooi van Granby, nogmaals geflankeerd door Olivia Nicholls.
Haar hoogste notering op de WTA-ranglijst is de 59e plaats, die zij bereikte in oktober 2022.

## Persoonlijk
Barnett studeerde tussen 2012 en 2016 politieke wetenschap aan de Northwestern-universiteit in Evanston (Illinois).

## Posities op deWTA-ranglijst
Positie per einde seizoen:
| jaar | rang enkelspel | rang dubbelspel |
| ---- | -------------- | --------------- |
| 2012 | 1053           | 1231            |
|      |                |                 |
| 2016 | 1146           | –               |
| 2017 | 722            | 727             |
| 2018 | 514            | 444             |
| 2019 | 575            | 359             |
| 2020 | 586            | 326             |
| 2021 | 610            | 184             |
| 2022 | 817            | 60              |

## Palmares
| Legenda                 |
| ----------------------- |
| Grandslamtoernooi       |
| Olympische Spelen       |
| Year-End Championships  |
| Premier Mandatory       |
| Premier Five / WTA 1000 |
| Premier / WTA 500       |
| International / WTA 250 |
| Challenger / WTA 125    |

### WTA-finaleplaatsen enkelspel
geen

### WTA-finaleplaatsen vrouwendubbelspel
| nr.              | finale     | toernooi       | ondergrond    | partner          | tegenstandsters                    | score            |         |
| ---------------- | ---------- | -------------- | ------------- | ---------------- | ---------------------------------- | ---------------- | ------- |
| gewonnen finales |            |                |               |                  |                                    |                  |         |
| 1.               | 2022-08-27 | WTA Granby     | hardcourt     | Olivia Nicholls  | Harriet Dart Rosalie van der Hoek  | 5-7, 6-3, [10-1] | details |
| verloren finales |            |                |               |                  |                                    |                  |         |
| 1.               | 2022-03-06 | WTA Lyon       | hardcourt (i) | Olivia Nicholls  | Laura Siegemund Vera Zvonarjova    | 5-7, 1-6         | details |
| 2.               | 2022-12-17 | WTA Limoges    | hardcourt (i) | Olivia Nicholls  | Oksana Kalasjnikova Marta Kostjoek | 5-7, 1-6         | details |
| 3.               | 2025-04-05 | WTA Antalya    | gravel        | Elixane Lechemia | Anna Bondár Simona Waltert         | 5-7, 6-2, [6-10] | details |
| 4.               | 2025-06-06 | WTA Birmingham | gras          | Elixane Lechemia | Destanee Aiava Cristina Bucșa      | 4-6, 2-6         | details |

## Resultaten grandslamtoernooien
| Legenda | Legenda                          |
| ------- | -------------------------------- |
| g.t.    | geen toernooi gehouden           |
| l.c.    | lagere categorie                 |
| –       | niet deelgenomen                 |
| G       | uitgeschakeld in de groepsfase   |
| 1R      | uitgeschakeld in de eerste ronde |
| 2R      | uitgeschakeld in de tweede ronde |
| 3R      | uitgeschakeld in de derde ronde  |
| 4R      | uitgeschakeld in de vierde ronde |
| KF      | uitgeschakeld in de kwartfinale  |
| HF      | uitgeschakeld in de halve finale |
| F       | de finale verloren               |
| W       | het toernooi gewonnen            |
| w-v     | winst/verlies-balans             |

### Enkelspel
geen deelname

### Vrouwendubbelspel
| toernooi        | 2022 |
| --------------- | ---- |
| Australian Open | –    |
| Roland Garros   | –    |
| Wimbledon       | 2R   |
| US Open         | 1R   |

### Gemengd dubbelspel
| toernooi        | 2022 |
| --------------- | ---- |
| Australian Open | –    |
| Roland Garros   | –    |
| Wimbledon       | KF   |
| US Open         | –    |